# Larinioides sclopetarius
Larinioides sclopetarius – gatunek pająka z rodziny krzyżakowatych (Araneidae). Znany jest z występowania na mostach.

## Występowanie
Cała Europa, w tym w Polska, Rosja do Azji Środkowej, Chiny, Korea, Japonia, Ziemia Ognista. Gatunek ten został też introdukowany w Ameryce Północnej i Środkowej.
Pająk ten zasiedla mosty, budynki i skały w pobliżu wody. W odróżnieniu od podobnego L. ixobolus jest bardziej związany z wodą i mostami, a mniej z budynkami (siedzibami ludzkimi), na mostach być może wygrywa z nim konkurencję.
Niektórzy autorzy spekulują, że występowanie obydwu tych gatunków w pobliżu wody może być spowodowane tak naprawdę dostępnością pożywienia. Są to bowiem gatunki łowiące owady w sieci, a nad wodą prądy powietrzne są silniejsze niż w ściśle zabudowanym terenie.

## Morfologia
Ubarwienie od szarego do szaro-brązowego, rysunek na odwłoku z wyraźną białą krawędzią. Samice mają 10–13 mm długości, samce 6–8 mm.
Samce w porównaniu do samic mają mniejszy odwłok i dłuższe nogi, podobnie jak u wszystkich przedstawicieli rodzaju Larinioides.

## Tryb życia
Jak pozostałe gatunki z rodzaju Larinioides, również i ten buduje koliste sieci łowne. Jest w stanie wyłapywać dźwięki dookoła pajęczyny w promieniu kilku metrów, w tym nawet stwierdzić kierunek, z którego dochodzą.
L. sclopetarius jest gatunkiem nocnym, jego samice wybierają na budowę sieci miejsca oświetlone sztucznym światłem.
Jest on jednym z nielicznych środkowoeuropejskich pająków żyjących w koloniach, których koliste sieci połączone są z sobą, a zamieszkujące je osobniki będące w różnym wieku współpracują przy ich budowie. Wykazują więc zachowanie parasocjalne.